# داریو سالینا
داریو سالینا (انگلیسی: Darío Salina؛ زادهٔ ۲۵ سپتامبر ۱۹۹۵) بازیکن فوتبال اهل آرژانتین است.